# Квінтет

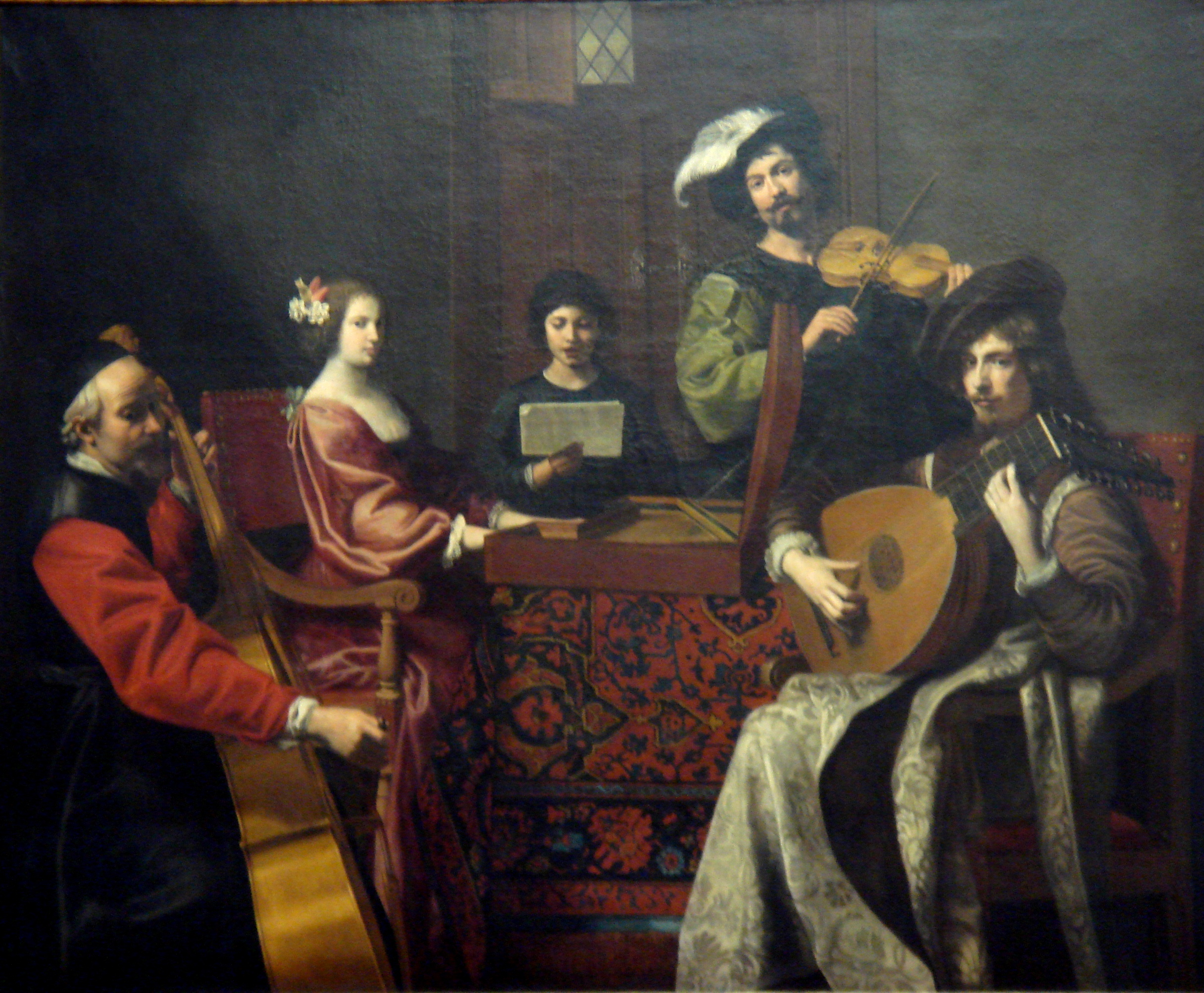
Худ. Нікола Турньє, Лувр, Париж.

Квінте́т (італ. quintetto від лат. quintus — п'ятий) — музичний термін, що може означати:

## Ансамбль
Ансамбль із п'яти виконавців (інструменталістів або вокалістів). Склад інструментального квінтету може бути однорідним (струнні смичкові, дерев'яні духові, мідні духові) або змішаним.
В класичній музиці найпоширенішим однорідним складом є — струнний квартет (2 скрипки, альт, віолончель) з додаванням другої віолончелі або альта. Із змішаних найчастіше зустрічається струнний квартет з фортепіано, цей склад називають також фортепіанним квінтетом. В духових квінтетах (брасквінтетах) часто до квартету дерев'яних (флейта, гобой, кларнет, фагот) додається валторна.
В джазі квінтет найчастіше має такий склад — ударні, бас (контрабас або бас-гітара) та три інструменти із наступних п'яти: гітара, труба, кларнет, саксофон, тромбон. Одним з найвідомішим джазквінтетом був квінтет у складі Чарлі Паркер (скасофон); Діззі Гіллеспі (труба); Бад Пауел, (фортепіано); Чарлі Мінгус, (бас); і Макс Роуч, барабани (Виступ 15 травня 1953 в Торонто).
У рок музиці квінтет як правило має такий склад — вокаліст, клавішні, гітара, бас-гітара i ударні. Найвідоміші рокквінтети — Pink Floyd, Deep purple, AC/DC, The Rolling Stones та ін.

## Музичний жанр
Музичний твір для 5 інструментів або вокальних голосів. Струнні квінтети, та квінтети струнних з участю духових інструментів склалися, як і інші жанри камерних інструментальних ансамблів у 2-й половині XVIII століття (зокрема в творчості Й. Гайдна і, особливо В. А. Моцарта). З тих часів квінтети, як правило, пишуться у формі сонатних циклів. В XIX–XX столітті широке поширення отримав фортепіанний квінтет. Вокальні квінтети часто є частиною опери (наприклад квінтет «Мне страшно» в опері П. Чайковського «Пікова дама»).

## Група симфонічного оркестру
Назва струнно-смичкової групи симфонічного оркестру, що об'єднує 5 партій (перші і другі скрипки. альти, віолончелі, контрабаси)